# 4568 Menkaure
4568 Menkaure је астероид главног астероидног појаса са средњом удаљеношћу од Сунца која износи 3,041 астрономских јединица (АЈ).
Апсолутна магнитуда астероида је 11,9.